# Poustka (district de Cheb)
Poustka (en allemand : Oed) est une commune du district de Cheb, dans la région de Karlovy Vary, en République tchèque. Sa population s'élevait à 166 habitants en 2020.

## Géographie
Poustka se trouve à 9 km au nord-ouest de Cheb, à 43 km à l'ouest-sud-ouest de Karlovy Vary et à 153 km à l'ouest de Prague.
La commune est limitée par Hazlov au nord-ouest, par Vojtanov au nord-est, par Františkovy Lázně au sud-est et par Libá au sud-ouest.

## Histoire
La première mention écrite de la localité date de 1275.